# Glas Serie 04
La Glas Serie 04 è una famiglia di autovetture di fascia media prodotte dalla casa automobilistica tedesca Hans Glas GmbH dal 1962 al 1968.

## Storia e profilo

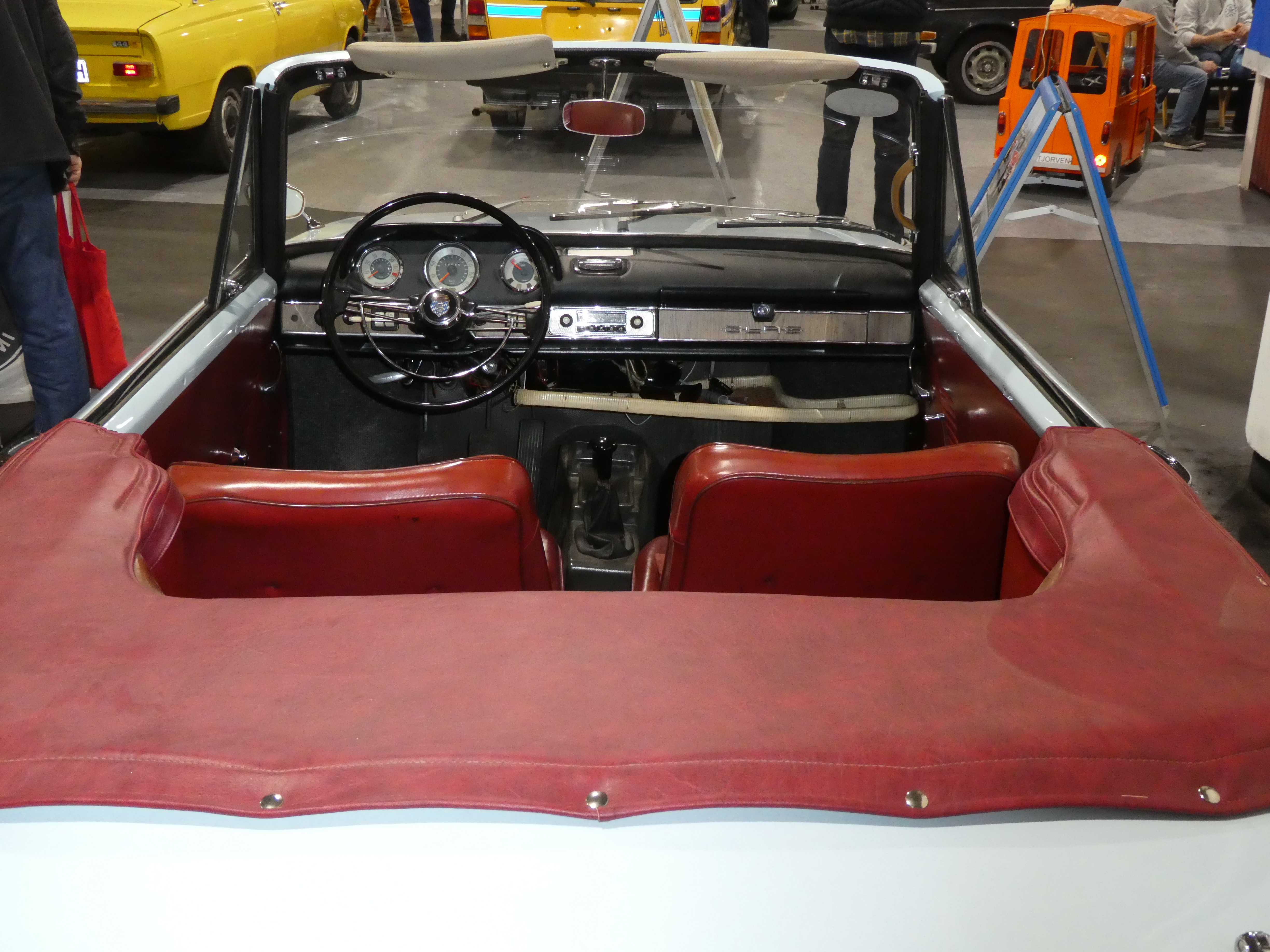
Gli interni

La storia della Serie 04 ha inizio nel 1960, quando allo stabilimento di Dingolfing si decise di iniziare a proporre modelli di fascia via via più alta, a partire dalla fascia media, ancora inesplorata dalla Glas, che nei primi anni di attività ha proposto unicamente vetture di fascia bassa.
Per contenere i costi di produzione, si decise di partire dal pianale della Isar, anche se allungato di poco.
Come unità propulsiva, fu scelto un motore da 1 litro, progettato e realizzato da un ex ingegnere della BMW, Max Ischinger.
L'anno seguente venne realizzata una scocca portante in acciaio di tipo coupé con cui racchiudere l'intera meccanica.
In tale configurazione, la vettura definitiva fu presentata al Salone di Francoforte nel settembre 1961, con il nome di Glas S 1004.
Ciò che colpì immediatamente nella vettura fu la misura del passo molto ridotta rispetto alla lunghezza complessiva della vettura. In effetti, essendo la nuova vettura media derivata dalla più piccola Isar, tale caratteristica era evidentissima.
In ogni caso, se ne decise la produzione in serie e il lancio sul mercato avvenne nell'agosto del 1962.

La nuova S 1004 fu proposta inizialmente solo con carrozzeria coupé a tre volumi e a due porte, con piccoli finestrini posteriori di forma triangolare.
L'unità motrice realizzata da Ischinger era un 4 cilindri in linea da 992 cm³ e proponeva una soluzione all'epoca innovativa come la distribuzione ad asse a camme in testa, che in questa vettura, per la prima volta al mondo, era comandato da una cinghia dentata. 
L'alimentazione era a carburatore Solex e la potenza massima era di 40 CV.
Della S1004, la stampa dell'epoca apprezzò le doti del brillante piccolo propulsore, specialmente in allungo, ma ne criticò l'eccessivo beccheggio e la frenata non pronta dei quattro tamburi; a richiesta, con sovrapprezzo, era possibile avere i freni anteriori a disco.

Nel gennaio del 1963, la gamma si ampliò notevolmente con l'arrivo della versione cabriolet, equipaggiata dallo stesso propulsore. Contemporaneamente furono lanciate la 1204 e la S 1204: quest'ultima non era che una S 1004 con motore maggiorato a 1189 cm³ grazie all'aumento della corsa dei cilindri, ed era disponibile sia come coupé che come cabriolet. La 1204, invece, propose per la prima volta una carrozzeria berlina a tre volumi e a 2 porte, sempre con lo stesso motore da 1.2 litri. La potenza salì da 40 a 53 CV, con conseguente aumento delle prestazioni.
Nel novembre del 1963 furono lanciate due versioni sportive, ossia la TS 1004 e la TS 1204, riviste nella meccanica in maniera tale da passare rispettivamente da 40 a 63 CV e da 53 a 70 CV. Sulla TS 1204, la velocità di punta arrivò a ben 160 km/h, un dato notevole per una vettura di fascia media dell'epoca, poco distante dalle prestazioni di auto più blasonate come le Alfa Romeo. Queste due versioni montavano i freni a disco anteriori di serie ed erano pertanto anche più pronti in frenata. Inoltre, queste due versioni furono utilizzate anche in alcune competizioni, dove riuscirono a strappare anche alcuni successi agonistici.
Nel marzo del 1965 il motore della sportiva Glas 1300 GT fu montato sulla una S 1204 al posto dell'originario motore da 1.2 litri, dando luogo quindi alla nuova TS 1304 con potenza di 75 CV. Sei mesi dopo, a settembre, fu la volta delle 1304 ed S 1304, disponibili come berlina, ma anche nelle versioni coupé e cabriolet. Le 1304 e le S 1304 erano dotate dello stesso 1.3 litri della TS 1304, ma proposto in una versione depotenziata a 60 CV.

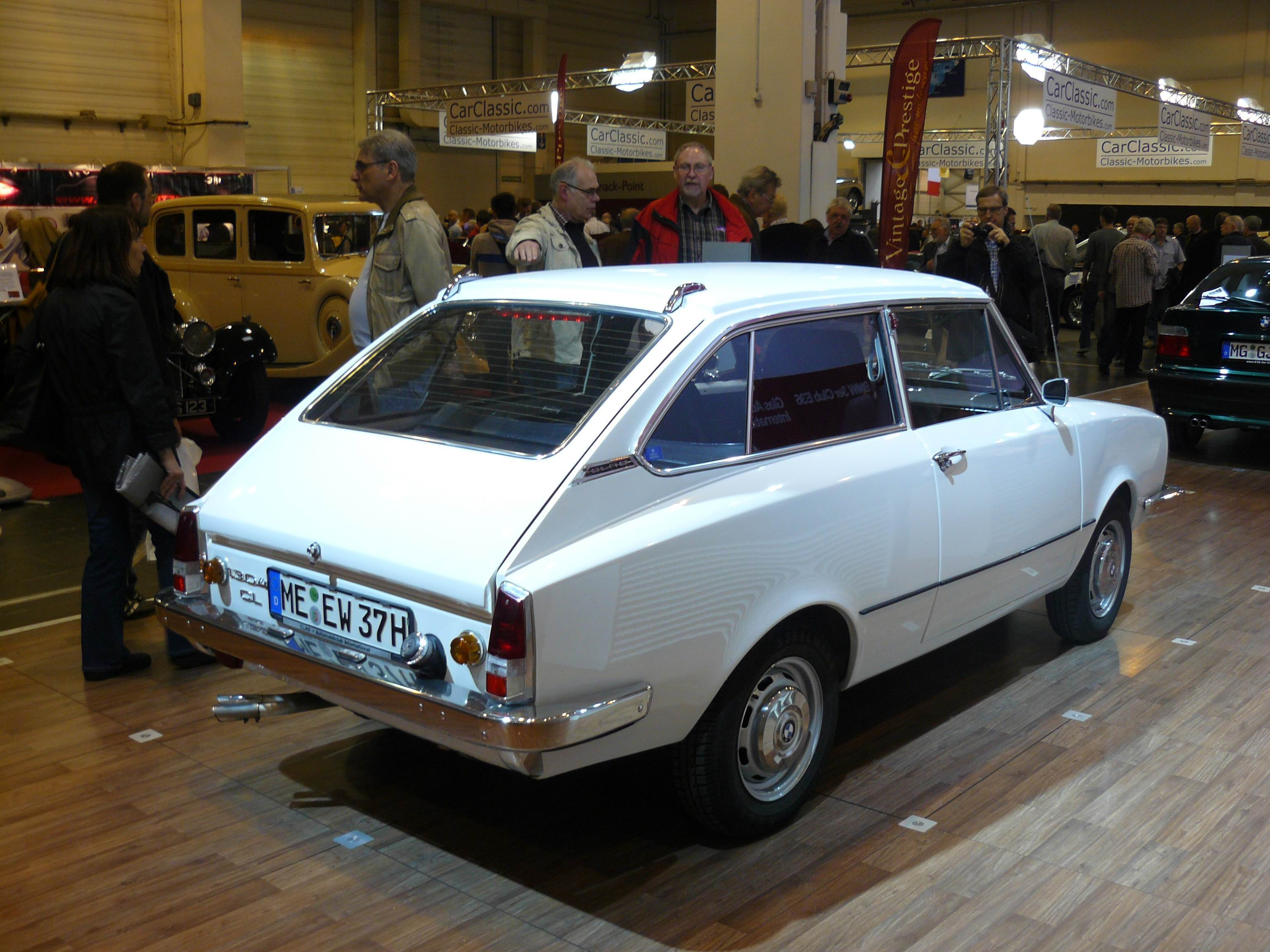
Glas 1304 CL

Contemporaneamente alla nascita di queste ultime due versioni, vide la luce anche una versione semplificata ed economica della berlina, denominata semplicemente 1004, e dotata dell'unità da 1 litro da 40 CV.
Alla fine dello stesso 1965, la potenza della TS 1304 venne innalzata a 85 CV.
Un anno dopo, nell'agosto del 1966 fu la volta della 1004 CL e della 1304 CL, caratterizzate da un'inedita carrozzeria di tipo hatchback, cioè a due volumi con portellone posteriore. Tali versioni, come suggeriva anche il nome, montavano le unità da 1 e 1.3 litri presenti anche su altre versioni della gamma.
Alla fine del 1967, quasi tutta la gamma della Serie 04 venne tolta di produzione: rimase in listino solo la versione CL, che uscì a sua volta di produzione nell'aprile 1968.

## Caratteristiche tecniche
| Serie 04: dati tecnici |                    |            |                       |                |                         |
| Modello                | Anni di produzione | Cilindrata | Potenza               | Coppia         | Velocità massima (Km/h) |
| S 1004                 | 1962-65            | 992 cm³    | 29kW (40 CV)/4800 rpm | 69 N·m/2500RPM | 130                     |
| 1004                   | 1965-67            | 992 cm³    | 29kW (40 CV)/4800 rpm | 69 N·m/2500RPM | 130                     |
| TS 1004                | 1963-67            | 992 cm³    | 46kW (63 CV)          |                | 150                     |
| 1204 S 1204            | 1963-67            | 1189 cm³   | 39kW (53 CV)          |                | 130                     |
| TS 1204                | 1963-67            | 1189 cm³   | 51kW (70 CV)/5750 rpm | 93 N·m/4200RPM | 155                     |
| 1304 S 1304            | 1965-67            | 1290 cm³   | 44kW (60 CV)          |                | 147                     |
| TS 1304 (75CV)         | 1965               | 1290 cm³   | 55kW (75 CV)/5800 rpm | 69 N·m/2500RPM | 160                     |
| TS 1304 (85CV)         | 1966-67            | 1290 cm³   | 63kW (85 CV)/6000 rpm |                | 165                     |